# Болото (Пермский край)
Болото — упразднённая деревня в Красновишерском районе Пермского края. Входила в состав Верх-Язьвинского сельского поселения. Исключена из учётных данных в 2022 году.

## Географическое положение
Расположена на правом берегу реки Язьва, примерно в 12 км к юго-востоку от центра поселения, села Верх-Язьва, и в 57 км к юго-востоку от районного центра, города Красновишерск.

## Население
| 2010 |
| ---- |
| 1    |

## Топографические карты
- Лист карты P-40-139,140 Северный  Колчим. Масштаб: 1 : 100 000. Состояние местности на 1982 год. Издание 1987 г.